# Bethesda Game Studios
Pour les articles homonymes, voir Bethesda.
Cet article court présente un sujet plus développé dans : Bethesda Softworks.
Bethesda Game Studios (BGS) est une entreprise américaine de développement de jeux vidéo, filiale de ZeniMax Media. Basée à Rockville, dans le Maryland, l'entreprise a été créée en 2001 afin de concentrer les fonctions de développement de Bethesda Softworks, celle-ci ne conservant qu'une fonction d'éditeur.
Le 21 septembre 2020, Microsoft annonce son intention de racheter ZeniMax Media et ses studios pour 7,5 milliards de dollars.
Le 9 mars 2021 le rachat de ZeniMax Media et de ses studios est officialisé par Microsoft et Xbox Game Studios.

## Jeux développés
| Année | Titre                                                                    | Genre               | Plates-formes                                                             | Editeur                                   |
| ----- | ------------------------------------------------------------------------ | ------------------- | ------------------------------------------------------------------------- | ----------------------------------------- |
| 2002  | The Elder Scrolls III: Morrowind                                         | Action-RPG          | Windows, Xbox                                                             | Bethesda Softworks                        |
| 2002  | The Elder Scrolls III: Tribunal                                          | Action-RPG          | Windows                                                                   | Bethesda Softworks                        |
| 2003  | The Elder Scrolls III: Bloodmoon                                         | Action-RPG          | Windows                                                                   | Bethesda Softworks                        |
| 2004  | IHRA Professional Drag Racing 2005                                       | Course              | Xbox, PlayStation 2                                                       | Bethesda Softworks                        |
| 2006  | IHRA Drag Racing: Sportsman Edition                                      | Course              | Windows, Xbox, PlayStation 2                                              | Bethesda Softworks                        |
| 2006  | The Elder Scrolls IV: Oblivion                                           | Action-RPG          | Windows, Xbox 360, PlayStation 3                                          | 2K Games (2006) Ubisoft (PS3, 2007)       |
| 2006  | The Elder Scrolls IV: Knights of the Nine                                | Action-RPG          | Windows, Xbox 360, PlayStation 3                                          | Bethesda Softworks, Ubisoft               |
| 2007  | The Elder Scrolls IV: Shivering Isles                                    | Action-RPG          | Windows, PS3, Xbox 360                                                    | Bethesda Softworks, 2K Games              |
| 2008  | Fallout 3                                                                | Action-RPG          | Windows, Xbox 360, PlayStation 3                                          | Bethesda Softworks                        |
| 2009  | Extensions Operation Anchorage et The Pitt pour Fallout 3                | Action-RPG          | Windows, Xbox 360, PlayStation 3                                          | Bethesda Softworks                        |
| 2009  | Extensions Broken Steel, Point Lookout et Mothership Zeta pour Fallout 3 | Action-RPG          | Windows, Xbox 360, PlayStation 3                                          | Bethesda Softworks                        |
| 2011  | The Elder Scrolls V: Skyrim                                              | Action-RPG          | Windows, Xbox 360, PlayStation 3                                          | Bethesda Softworks                        |
| 2012  | Extensions Dawnguard, Hearthfire et Dragonborn pour Skyrim               | Action-RPG          | Windows, Xbox 360, PlayStation 3                                          | Bethesda Softworks                        |
| 2015  | Fallout Shelter                                                          | Simulation, Gestion | Android, iOS, Microsoft Windows, Nintendo Switch, PlayStation 4, Xbox One | Bethesda Softworks, Behaviour Interactive |
| 2015  | Fallout 4                                                                | Action-RPG          | Windows, PlayStation 4, Xbox One                                          | Bethesda Softworks                        |
| 2016  | Extensions Automatron, Wasteland Workshop et Far Harbor pour Fallout 4   | Action-RPG          | Windows, PlayStation 4, Xbox One                                          | Bethesda Softworks                        |
| 2016  | The Elder Scrolls V: Skyrim Special Edition                              | Action-RPG          | Windows, PlayStation 4, Xbox One, Nintendo Switch                         | Bethesda Softworks                        |
| 2017  | The Elder Scrolls V: Skyrim VR                                           | Action-RPG          | Windows, PlayStation 4                                                    | Bethesda Softworks                        |
| 2017  | Fallout 4 VR                                                             | Action-RPG          | Windows                                                                   | Bethesda Softworks                        |
| 2018  | Fallout 76                                                               | Action-RPG          | Windows, PlayStation 4, Xbox One                                          | Bethesda Softworks                        |
| 2019  | The Elder Scrolls: Blades                                                | Action-RPG          | Nintendo Switch, iOS, Android                                             | Bethesda Softworks                        |
| 2023  | Starfield                                                                | Action-RPG          | Windows, Xbox Series                                                      | Bethesda Softworks                        |
| 2024  | The Elder Scrolls: Castles                                               | Simulation, Gestion | Android, iOS                                                              | Bethesda Softworks                        |
| 2025  | The Elder Scrolls IV: Oblivion Remastered                                | Action-RPG          | Windows, PlayStation 5, Xbox Series                                       | Bethesda Softworks                        |
| ?     | The Elder Scrolls VI                                                     | Action-RPG          | à déterminer                                                              | Bethesda Softworks                        |